# Antoine-Adrien Lamourette
Antoine-Adrien Lamourette (ur. 31 maja 1742, zm. 11 stycznia 1794 w Paryżu) – francuski duchowny katolicki, biskup Lyonu w czasie rewolucji francuskiej.

## Życiorys
W 1759 wstąpił do Zgromadzenia Misji św. Wincentego, śluby zakonne złożył w Paryżu. Pracował jako wykładowca w seminarium w Metz i Toul; w Toul doszedł do godności superiora seminarium, ale wkrótce popadł w konflikt z innymi profesorami. W 1784 opuścił zgromadzenie zakonne i został księdzem w diecezji Toul. Po przyjęciu cywilnej konstytucji kleru został mianowany biskupem Rhone-et-Loire, z siedzibą w Lyonie; 27 marca 1791 święceń biskupich udzielił mu Jean-Baptiste Gobel, arcybiskup Paryża.
Od 1792 zasiadał w parlamencie; zabierał głos protestując m.in. przeciwko masakrze więźniów we wrześniu 1792 oraz przepisom znoszącym zgromadzenia zakonne. Przeszedł do historii jako inicjator tzw. "pocałunku Lamourette'a"; 7 lipca 1792 zaapelował w izbie parlamentarnej o pojednanie narodowe, co podchwycili inni deputowani – pozorna zgoda trwała tylko jeden dzień, a "pocałunek Lamourette'a" stał się w języku francuskim synonimem fałszywego przebaczenia.
Następnie wycofał się z życia politycznego i powrócił do Lyonu. We wrześniu 1793 został aresztowany i przewieziony do Paryża, gdzie, uznanego winnym działań kontrrewolucyjnych, zgilotynowano go.